# Camerale
Das Camerale war im Heiligen Römischen Reich während der Frühen Neuzeit der Teil des Staatseinkommens der Territorien, den die Landesherren aus ihrem Kammergut erzielten,  oder andere ihnen ohne Einwilligung der Landstände zustehenden Einkünfte. Dazu zählten Einkünfte aus Domänen, Berg- und Salzregal, Zöllen .